# Ball (Mondkrater)
Ball ist ein Einschlagkrater im zerklüfteten südlichen Hochland des Monds. Er liegt zwischen den Kratern Gauricus im Osten und Lexell im Nordwesten auf dem Rand des stark abgetragenen Kraters Deslandres. Weiter nach Südsüdwest befindet sich der auffallende Krater Tycho.
Ball ist kreisförmig und ohne signifikante Erosionsspuren. Die Innenwände sind rau und im Mittelpunkt des Kraterbodens erhebt sich ein relativ großer Zentralgipfel.
| Buchstabe | Position           | Durchmesser | Link |
| --------- | ------------------ | ----------- | ---- |
| A         | 34,7° S, 9,48° W   | 29 km       |      |
| B         | 36,92° S, 9,28° W  | 10 km       |      |
| C         | 37,68° S, 8,89° W  | 31 km       |      |
| D         | 35,58° S, 10,48° W | 20 km       |      |
| E         | 36,53° S, 8,26° W  | 5 km        |      |
| F         | 36,93° S, 8,6° W   | 12 km       |      |
| G         | 37,72° S, 10,3° W  | 27 km       |      |